# Mazel tov
Mazel tov eller mazal tov (Hebraisk og Jiddisch: מזל טוב, for lykke til) er et hebraisk udtryk brugt til at ønske tillykke i forbindelse med en glædelig hændelse eller fejring.